# Tầng Eifel
| Hệ/ Kỷ                                | Thống/ Thế   | Bậc/ Kỳ                          | Tuổi (Ma) | Tuổi (Ma) |
| ------------------------------------- | ------------ | -------------------------------- | --------- | --------- |
| Than Đá                               | Mississippi  | Tournai                          | trẻ hơn   | trẻ hơn   |
| Devon                                 | Thượng/ Muộn | Famenne                          | 358.9     | 372.2     |
| Devon                                 | Thượng/ Muộn | Frasne                           | 372.2     | 382.7     |
| Devon                                 | Giữa         | Givet                            | 382.7     | 387.7     |
| Devon                                 | Giữa         | Eifel                            | 387.7     | 393.3     |
| Devon                                 | Hạ/ Sớm      | Ems                              | 393.3     | 407.6     |
| Devon                                 | Hạ/ Sớm      | Praha                            | 407.6     | 410.8     |
| Devon                                 | Hạ/ Sớm      | Lochkov                          | 410.8     | 419.2     |
| Silur                                 | Pridoli      | không xác định tầng động vật nào | già hơn   | già hơn   |
| Phân chia kỷ Devon theo ICS năm 2017. |              |                                  |           |           |

Tầng Eifel là một trong hai tầng động vật thuộc thế Devon giữa. Nó kéo dài từ khoảng 397,5 ± 2,7 triệu năm trước (Ma) tới 391,8 ± 2,7 Ma. Tầng trước nó là tầng Ems và tầng sau nó là tầng Givet.
Tại Bắc Mỹ, thay thế cho tầng Eifel là Southwood, Cazenovia (một phần) và Cazenovian (một phần).
Tầng này được đặt tên theo dãy núi đồi thấp ở miền tây nước Đức là Eifel, nơi mà GSSP chính thức của ICS được khai quật tại Wetteldorf Richtschnitt. Điểm bắt đầu của tầng này là sự xuất hiện lần đầu tiên của động vật răng nón với danh pháp Polygnathus costatus partitus còn điểm kết thúc của nó là ngay phía dưới sự xuất hiện lần đầu tiên của loài lăng cúc thạch (bộ Goniatitida) với danh pháp Maenioceras stufe hoặc sự xuất hiện lần đầu tiên của động vật răng nón với danh pháp Polygnathus hemiansatus. Tên gọi tầng Eifel do Ernst Beyrich đưa ra năm 1837.